# 독일어 동사
독일어 동사(German verb)는 치음(dental consonant) 굴절의 약동사(weak verb)나 모음 전환(vowel gradation)(혹은 아블라우트(ablaut))의 강동사(strong verb)로 구분된다. 모두 규칙 체계이다. 두 유형 동사 대부분은 규칙적이지만 다양한 하위군과 불규칙형이 존재한다. 그러나 교과서에는 모든 강동사는 불규칙형(irregular)으로 소개한다. 완전히 불규칙한 동사는 영어 be에 해당하는 'sein'뿐이다. 200여 개의 강동사 혹은 불규칙 동사가 있지만 강동사는 점차 약동사로 변해가고 있는 추세이다.
독일어는 게르만어(Germanic language)인만큼, 독일어 동사는 게르만어 동사(Germanic verb)의 역사적인 발달로 이해할 수 있다.

## 원형부정사
원형부정사(bare infinitive)는 어근(root)과 접미사(suffix) '-en'으로 구성된다. 어근이 'el'이나 'er'로 끝나는 동사는 부정사 접미사의 'e'가 떨어진다.
laufen 'to run'
lächeln 'to smile'
meistern 'to master'

## 독일어 접두사
가장 중요한 독일어 접두사의 일반적 관점이다. legen(영 lay)을 예로 들면 다음과 같다.
| 접두사    | 동사  | 직역                          | 의역                                                                             |
| --------- | ----- | ----------------------------- | -------------------------------------------------------------------------------- |
| ab-       | legen | to lay down                   | to lay down to abandon something                                                 |
| an-       | legen | to lay on                     | to attach something. to dock to invest                                           |
| auf-      | legen | to lay up                     | to apply                                                                         |
| aus-      | legen | to lay out                    | to lay something out                                                             |
| bei-      | legen | to lay at/by                  | to add                                                                           |
| dar-      | legen | to lay there                  | to point something out                                                           |
| ein-      | legen | to lay in                     | to inlay                                                                         |
| ent-      | legen | dis-lay                       | faraway, outlying entlegen은 동사가 아니라 형용사이다.                           |
| er-       | legen | to achieve-lay                | to kill/ to conclude successfully                                                |
| ge-       | legt  | laid                          | participle perfect                                                               |
| ge-       | legen | to be laid                    | seated, situated, opportune gelegen은 동사가 아니라 형용사이다.                  |
| hin-      | legen | to lay hence                  | to put down to sleep to take a nap                                               |
| her-      | legen | to lay here                   | to dispose to concoct to arrange                                                 |
| nach-     | legen | to lay after                  | to put some more of something on                                                 |
| nieder-   | legen | to lay down                   | to put down an object / to lay down an office / to lie down also: to go to sleep |
| über-     | legen | to lay over                   | to think about something.                                                        |
| um-       | legen | to lay around/over again      | to allocate, also: to kill                                                       |
| unter-    | legen | to lay under                  | to put under                                                                     |
| ver-      | legen | forlay                        | to be shy [adjective] / to lose [verb] to edit (books, newspaper)                |
| vor-      | legen | to lay previous to something. | to bring something. before so.                                                   |
| weg-      | legen | to lay away                   | to put away                                                                      |
| wider-    | legen | to lay against                | to disprove                                                                      |
| zer-      | legen | to lay something. in pieces   | to dismantle                                                                     |
| zu-       | legen | to lay to something           | to put on / to buy something new                                                 |
| zusammen- | legen | to lay together               | to pool something.                                                               |

### 분리불가 접두사
애초부터 항상 있는 영속 접두사(permanent prefix)를 갖는 동사가 있다. 이 접두사들은 강세를 받지 않는다. 흔한 영속접두사는 'ver-', 'ge-', 'be-', 'er-', 'ent-'(혹은 'emp-'), 'zer-'가 있다.
brauchen, 필요하다(need) – ver-brauchen, "to consume" or "to use up"
raten, 충고하다(advise)", "to guess" – ver-raten, "to betray"
fallen, 떨어지다(fall) – ge-fallen "to be pleasing"
hören, 듣다(hear) – ge-hören (zu) "to belong (to)"
brennen, 타다(burn)(자동사), 타고 있다(be burning) (상태동사(stative verb)) – ver-brennen (etwas), "태우다(burn something)"(타동사)(행동동사(action verb)), 완전히 태우다(burn completely)
be-ginnen, 시작하다(begin) (접두사 없는 원형은 없음) – *ginnen은 존재하지 않음
영속접두사의 의미는 실제 체계를 갖지 않는다. 의미의 변화는 미묘하거나 극적이다. 'ver-', 'be-', 'ge-'는 다른 의미를 갖지만 'ge-'는 흔하지 않으며 어근동사(root verb)는 더 이상 존재하지 않는다. 'be-'는 자동사(intransitive verb)에서 타동사(transitive verb)를 만든다. 'er-' 동사는 창조적인 과정과 관련 있으며, 'ent-'가 붙는 동사는 보통 제거 과정을 묘사한다(또한 'emp-'는 거의 'ent-'와 가깝지만, f로 시작되는 어근동사에 사용된다.). 'zer-'는 파괴 행동에 사용된다. 'ver-'는 어근동사의 극적인 혹은 과잉을 묘사하지만, 어떤 체계적 방식이 있는 것은 아니다. 예를 들어 'sprechen'은 'speak'를 뜻하지만  'versprechen'는 'promise'를 뜻하고, 'fallen'은 'fall'을 뜻하지만 'verfallen'은 'decay' 혹은 'be ruined'를 뜻한다.

### 분리가능 접두사
많은 동사가 어근동사의 의미를 바꾸는 분리가능 접두사(separable prefix)를 갖지만, 항상 어근동사에 붙는 것은 아니다. 붙어 있으면 접미사들은 강세를 항상 받는다. 독일어 문장 구조는 항상 동사를 두번째 위치나 마지막 위치에 둔다. 분리접두사 동사에게 있어, 접두사는 항상 마지막 위치에 나타난다. 특정 문장의 구조가 동사 온전한 형태를 마지막 위치에 두면, 접두사와 어근동사는 함께 쓴다. 문장에서 동사가 두번째 위치이면, 어근동사는 두번째 위치에만 나타날 것이다. 분리된 접두사는 문장 뒤에 나타난다.
an-fangen ("to start")
- 두번째 위치의 어근동사 : Ich fange mit der Arbeit an. ("I start work.")
- 마지막 위치의 어근동사 : Morgens trinke ich Schokolade, weil ich dann mit der Arbeit an-fange. ("In the mornings I drink hot chocolate, because afterwards I begin work.")

드물게도 분리가능 접두사는 2개 혹은 그 이상의 단어일 수 있다.
wieder-gut-machen ("to rectify, make up", 직역 "to make good again")
- 두 번째 위치에 있는 어근동사 : Sie machte das Unrecht wieder gut. ("She rectified the injustice.")
- 마지막 위치에 있는 어근동사 : Ich hoffe, dass du es bei ihm wieder-gut-machst. ("I hope that you're making it up to him.")

몇몇 동사는 일부 활용에서 분리가능한 접두사를 쓰지만 다른 데에서는 분리될 수 없다.
um-fahren
- 차로 치어넘어뜨리다("to drive into [something]") : 'um-'에 강세

(독) Ich fahre das Verkehrszeichen um.
(영) I drive into the traffic sign, knocking it over (um) in the process."
(한) 나는 그 교통표지판으로 차를 몰았고 그 결과 그것을 넘어뜨렸다.
- 우회하다("to drive around") : 'fahren'에 강세

(독) Ich umfahre das Verkehrszeichen.
(영) I drive around the traffic sign.
(한) 나는 그 교통표지판늘 우회하여 돌아갔다.
두 의미 중 하나가 파생적이면 분리불가능 형태를 사용한다.
über-setzen
- 문면적 의미 '건너가다' : 'über-'에 강세

(독) Ich setze morgen auf die Insel über.
(영) I'll ferry over to the island tomorrow.
(한) 나는 내일 그 섬으로 건너갈 것이다.
- 파생적 의미 '번역하다' : 'setzen'에 강세

(독) Ich übersetze die Geschichte morgen.
(영) I'll translate the story tomorrow.
(한) 나는 내일 그 이야기를 번역할 것이다.

## 복합부정사

### 문장요소와 어순
복합부정사(complex infinitive)는 원 부정사와 그 이외의 것들로 구성하여 만들 수 있다. 목적어, 서술명사(predicative noun), 부사적 정보가 필요하다. 고립되게 사용한다면(생략 용법) 원 부정사 앞에 놓인다.
만약 갑자기 (비행기가 아닌) 새를 한 마리 보고 있다는 것을 표현한다면
- (x) einen Vogel am Himmel plötzlich sehen ("suddenly see a bird in the sky," 천천히 본다는 것이 아님 – "plötzlich"가 강조된다.)
- (o) plötzlich einen Vogel am Himmel sehen ("suddenly see a bird in the sky," 비행기를 본다는 것이 아님 – "Vogel"이 강조된다.)

두 문장은 모두 문법적으로 맞지만 초점이 다르다.
대명사 목적어는 명사구(nominal phrase) 목적어 앞에서 항상 언급된다. 여격(dative) 명사구는 대격(accusative) 명사 목적어 앞에 둔다. 대격 대명사 목적어는 여격 대명사 앞에 둔다. 어순은 목적어 강조에 따라 바뀌기도 하지만 첫번째가 중요하가. 표에도 다음과 같이 나와 있다.
| 유형   | 어순 | 격   |
| ------ | ---- | ---- |
| 대명사 | 1    | 대격 |
| 대명사 | 2    | 여격 |
| 명사구 | 3    | 여격 |
| 명사구 | 4    | 대격 |

정상
Ich gebe meinem Vater das Geld. ("I give my father the money")
Ich gebe es ihm. ("I give it to him")
Ich gebe ihm das Geld. ("I give him the money")
Ich gebe es meinem Vater. ("I give it to my father")
흔치 않음
Ich gebe das Geld meinem Vater. ("I give the서술적 형용사]]( money to my father")
Ich gebe das Geld ihm. ("I give the money to him")
매우 어색(그러나 문법적으로는 맞음)
Ich gebe ihm es. ("I give him it")
Ich gebe meinem Vater es. ("I give my father it")
nicht, leider, gerne 같은 태생적 부사(native adverb)는 가장 깊은 곳에 있는 동사 앞에 둔다.

#### 서술명사와 서술적 형용사
서술적 형용사(predicative adjective)는 형용사의 원급(positive), 비교급(comparative), 최상급(superlative) 어간이 될 수 있다. 따라서 부사와 같은 형태이다. 위치 관련 구나 부사를 사용한다.
rot sein ("be red")
bekannt werden ("become well-known")
im Rathaus sein ("be in the town hall")
서술명사는 주격 명사구이다.
Ein Arzt sein ("be a doctor")
주의할 것은 주어가 단수이면 서술명사는 복수여서는 안된다.
Der Schwarm ist eine Plage. (단/단) ("the swarm is a pest")
Die Bienen sind Insekten. (복/복) ("the bees are insects")
Die Bienen sind der Schwarm. (복/단) ("the bees are the swarm")
*Der Schwarm ist die Bienen. (단/복)
그러나 대신 Der Schwarm ist ein Haufen Bienen이다. ("the swarm is a load of bees")
혹은 Die Bienen sind der Schwarm. ("the bees are the swarm") (도치)
3인칭 대명사는 서술적 방식으로 사용되면 명사구처럼 취급된다.
1인칭이나 2인칭 대명사는 서술명사로 사용되지 않는다.
보통 정대명사(definite pronoun)를 predicativum으로 사용할 때 도치가 이뤄진다.
Der bin ich. (*Ich bin der.) ("I'm the one")
Der bist du. (*Du bist der.) ("You're the one")
Der ist es. (*Es ist der.) ("He's the one")

#### 부사
상기한 부사구나 태생적 부사를 사용할 수 있다. 하지만 법조동사(modal verb)를 조심해야 할 것은, 이것들은 문장의 의미와 구가 바뀐다.

### 합성부정사
합성부정사(compound infinitive)는 법조동사(modal verb) 혹은 조동사(auxiliary verb)를 통해 만든다. 주요 부정사 뒤에 새로운 부정사를 놓을 수 있다. 그러면 이 외부부정사(outer infinitive)는 구식 내부부정사(old inner infinitive) 대신에 동사활용이 되어 변한다. 때로는 내부부정사가 수동 관사(passive participle)로 바뀌기도 한다.

#### 수동부정사
수동부정사(passive infinitive)는 정적 수동(static passive)과 동적 수동(dynamic passive) 두 가지가 있다. 조동사에 따라 이들은 다르다. 정적 수동은 sein, 동적 수동은 werden을 사용한다. sein과 werden은 조금 다른 동사 활용을 보인다. 두 경우 모두 구부정사(old infinitive)가 수동분사(passive participle)로 바뀐다.
sehen – gesehen sein – gesehen werden ("see – be seen")
plötzlich am Himmel gesehen sein/werden ("suddenly be seen in the sky")
주의할 것은 복합부정사(complex infinitive)는 수동형으로 바꿀 수 없다. 대격 목적어라는 명확한 이유 때문이다. 이러한 제한은 여격 목적어에는 해당하지 않는다.
mir den Schlüssel geben ("to give me the key")
(x) mir den Schlüssel gegeben werden
mir gegeben werden ("have been given to me")
유일한 예외는 대격 목적어를 2개 갖는 동사들이다. 독일어의 이전 형태에서 이들 2개의 대격 목적어 중 하나는 여격 목적어였다. 이 여격 목적어는 제거된 반면 실제 대격 목적어는 존재하고 있는 것이다.
Die Schüler die Vokabeln abfragen ("test the students on their vocab")
(x) Die Schüler abgefragt werden
Die Vokabeln abgefragt werden ("the vocab be tested")

#### 완료부정사
완료부정사(perfect infinitive)는 구부정사를 수동분사(passive participle)로 바꾸고 조동사 haben이나 sein을 동사 뒤에 둔다.
- sehen – gesehen haben (타동사) ("see" – "saw/have seen")
- einen Vogel sehen – einen Vogel gesehen haben (타동사) ("see a bird –" "saw/have seen a bird")
- laufen – gelaufen sein (자동사) ("walk – walked/have walked")
- einen schnellen Schritt laufen – einen schnellen Schritt gelaufen sein/haben ("walk at a fast pace" – "walked/have walked at a fast pace")

주의할 것은 자동사의 완료부정사와 타동사 정적 수동부정사는 '수동분사 + sein'이라는 같은 방식으로 만든다는 것이다.
또한 정적•동적 수동부정사의 완료부정사를 만들 수 있다. 수동형은 자동사이고 대격 목적어가 없기에 조동사
sein을 사용한다.
- sehen ("to see")
- gesehen worden sein ("to have been seen")
- gesehen geworden sein ("to have been being seen")

다음과 같은 동사에선  sein이 조동사로 사용된다.
- 자동사
- 한 곳에서 다른 곳으로 가는 움직임
- 상태 변경

다음과 같은 동사에선 haben이 조동사로 사용된다.
- 위의 상황 이외의 기타 다른 경우, 더욱 특정적으로 묘사될 수 있음

haben과 sein의 사용은 문장 의미에 따라 다르다.  I have driven the car (Ich habe das Auto gefahren.)는 타동사이고 haben을 취하지만, I have driven to Germany (Ich bin nach Deutschland gefahren.)은 자동사이고 sein을 취한다. 이는 같은 fahren이라는 동사를 사용했음에도 위치가 변경되었기 때문이다.

#### 미래부정사
미래부정사(future infinitive)는 정동사(finite verb)형태로만 사용하기에 가공의 것이라 할 수 있다. 구부정사를 유지하면서도 동사 werden을 추가한다. 이는 현재시제에서 become을 의미한다.
nach Italien fahren (to drive to Italy) – nach Italien fahren werden (to be about to drive to Italy)
미래부정사는 완료부정사를 통해 만들어지기도 한다. 이는 미래완료(future perfect)가 된다.
den Baum gefällt haben(to have felled the tree) – den Baum gefällt haben werden (to have been about to fell the tree)

#### 조동사와 함께 쓰는 부정사
법조동사(modal verb)는 다른 동사를 수식하는 동사로, 혼자 쓰진 않는다. 영어 "may", "must", "should", "want", "can" 등이다. 이런 동사는 서법부정사(modal infinitive)를 구부정사(수동 혹은 완료) 뒤에 쓰지만 단어 변경은 없다. können(영어 can), dürfen(영어 deserve), müssen(영어 must), brauchen, wollen(영어 will), mögen(영어 may), lassen(영어 let) 등이 있다.
dorthin fahren können ("to be able to drive there")
nach Rom fahren lassen ("let someone drive to Rome")
영어권 독일어 학습자들이 흔히 하는 실수는 영어 'must'와 독일어 'müssen'을 혼동하는 것이다.
Ich muss: "I must"(나는 해야 한다.)
Ich muss nicht: "I don't have to"(나는 할 필요가 없다. (x) 해서는 안된다.)
영어의 'must not'(해서는 안된다)은 독일어 'dürfen'으로 번역해야 한다. 즉 "I must not"은 'ich darf nicht'로 해야 한다.

#### 대격부정법문
라틴어처럼 대격부정법문(對格不定法文, accusativus cum infinitivo, ACI) 구조가 가능하다. 원형부정사(bare infinitive)를 본동사 뒤에 두고 대격목적어를 그 사이에 넣어 만드는 것이다. 두 가지 방식으로 가능하다.
- 단순 대격부정법
  - 주어 – 본동사 – 목적어 – 부정사 : Ich sehe dich stolzieren.(‘I see you strutting.’)
- 복합 대격부정법
  - 주어 – 본동사 – 목적어 집합 – 부정사 : Ich lasse dich ein Haus bauen. (‘I let you build a house.’)

### zu 부정사
zu 부정사(zu-infinitive)는 동명사와는 상관이 없지만 비슷하게 만들어진다. 전치사 zu를 원형 부정사 앞에 두되, 영속접두사(permanent prefix) 앞에 두지만 분리접두사(separable prefix) 뒤에 둔다. 영어와 비슷하게 명사적, 형용사적, 부사적 용법이 있다.
- zu lesen("to read")

(독) Ich lerne zu lesen.
(영) I learn to read.
- zu verlassen("to leave")

(독) Ich habe beschlossen, dich zu verlassen.
(영) I've decided to leave you.
- wegzuwerfen("to throw away")

(독) Ich habe beschlossen, das Buch wegzuwerfen.
(영) I've decided to throw away the book.
zu 부정사와 um을 함께 쓰면 목적을 표현한다. 주절의 주어와 부정사 주어는 같다.
(독) Ich habe ein Meer überquert, um dich zu treffen.
(영) I have crossed an ocean to meet you.

## 동사활용
인칭 3개, 수 2개, 서법 4개(평서, 조건, 명령, 접속)은 동사활용에 영향을 주는 요소이다. 독일어 시제는 6개이며, 이중 현재(present)와 과거(past)는 동사활용이 되고, 4개는 복합시제(compound tense)이나. 독일어에는 약동사(weak verb)와 강동사(strong verb) 2가지가 있다. 일부 문법은 혼합동사(mixed verbs)라는 것을 통해 불규칙 약동사(weak verbs with irregularities)를 표현한다.
약동사 kaufen(영어 buy)과 강동사 singen(영어  sing)은 활용이 된다.
|         | 약동사 | 약동사   | 강동사 | 강동사 |
|         | 현재   | 과거     | 현재   | 과거   |
| ------- | ------ | -------- | ------ | ------ |
| ich     | kaufe  | kaufte   | singe  | sang   |
| du      | kaufst | kauftest | singst | sangst |
| er      | kauft  | kaufte   | singt  | sang   |
| wir/sie | kaufen | kauften  | singen | sangen |
| ihr     | kauft  | kauftet  | singt  | sangt  |

현재시제 및 과거시제 조건어미(conditional ending) : -e, -est, -e, -en, -et, -en
sein(영어 be)은 조건법(conditional mood)에서는 불규칙이다.
- 현재조건법 : sei, seist, sei, seien, sei(e)t,
- 과거조건법 : wäre, wärst, wäre, wären, wär(e)t,

'(e)'는 동사 어간이 -chn, -d, -dn, -fn, -gn, -t, -tm으로 끝날 때 사용한다.
2인칭 단수 어미 -t는 어간이 -s, -ß, -x, -z로 끝나는 동사에 사용된다.
예시
beten(pray) : 약타동사
- 과거분사 : gebetet
- 현재 : bete, betest, betet, beten, betet
- 과거 : betete, betetest, betete, beteten, betetet

bitten(영어 ask for, beg) : 강타동사
- 과거분사 : gebeten
- 현재 : bitte, bittest, bittet, bitten, bittet
- 과거 : bat, bat(e)st, bat, baten, batet

일부 강동사는 2인칭 3인칭 현재 직설법에서 어간 모음을 바꾼다.
lesen(영어 read) : 강타동사
- 과거분사 : gelesen
- 현재 : lese, liest, liest, lesen, lest,
- 과거 : las, las(es)t, las, lasen, las(e)t,

### 조동사
werden(영어 become)(강동사, 불규칙)
|         | 현재   | 과거    |
| ------- | ------ | ------- |
| ich     | werde  | wurde   |
| du      | wirst  | wurdest |
| er      | wird   | wurde   |
| wir/sie | werden | wurden  |
| ihr     | werdet | wurdet  |

- 과거분사 : geworden

haben(영어 have)(대개 약동사, 불규칙)
현대 독일어 동사 haben과 근세 영어(early modern English) 동사 have 활용과 비교해 보면 유사성이 더욱 두드러지나다.
|         | 현재  | 과거    |         | 현재 | 과거  |
| ------- | ----- | ------- | ------- | ---- | ----- |
| ich     | habe  | hatte   | I       | have | had   |
| du      | hast  | hattest | thou    | hast | hadst |
| er      | hat   | hatte   | he      | hath | had   |
| wir/sie | haben | hatten  | we/they | have | had   |
| ihr     | habt  | hattet  | ye      | have | had   |

- 과거분사 : gehabt

sein(영어 be)(보충법, 불규칙)
|         | 현재 | 과거  |
| ------- | ---- | ----- |
| ich     | bin  | war   |
| du      | bist | warst |
| er      | ist  | war   |
| wir/sie | sind | waren |
| ihr     | seid | wart  |

- 과거분사 : gewesen

### 법조동사
- dürfen : be allowed to, may
- können : be able to, can, be possible to
- mögen : like
- müssen : to be required, must
- sollen : be supposed to, should
- wollen : want (with resolve)

법조동사는 불규칙하게 굴절한다. 현재시제에서 이들은 강동사 과거형 어미(preterite ending)를 사용한다. 과거시제에서는 약동사의 과거형어미를 사용한다. 또한 대부분은 단수일 경우 모음 변화가 발생한다.
|         | müssen     | müssen           | sollen | sollen   | wollen | wollen   | mögen | mögen    | können | können   | dürfen | dürfen   |
|         | 현재       | 과거             | 현재   | 과거     | 현재   | 과거     | 현재  | 과거     | 현재   | 과거     | 현재   | 과거     |
| ------- | ---------- | ---------------- | ------ | -------- | ------ | -------- | ----- | -------- | ------ | -------- | ------ | -------- |
| ich     | muss muß   | musste mußte     | soll   | sollte   | will   | wollte   | mag   | mochte   | kann   | konnte   | darf   | durfte   |
| du      | musst mußt | musstest mußtest | sollst | solltest | willst | wolltest | magst | mochtest | kannst | konntest | darfst | durftest |
| er      | muss muß   | musste mußte     | soll   | sollte   | will   | wollte   | mag   | mochte   | kann   | konnte   | darf   | durfte   |
| wir/sie | müssen     | mussten mußten   | sollen | sollten  | wollen | wollten  | mögen | mochten  | können | konnten  | dürfen | durften  |
| ihr     | müsst müßt | musstet mußtet   | sollt  | solltet  | wollt  | wolltet  | mögt  | mochtet  | könnt  | konntet  | dürft  | durftet  |

법조동사가 있으면 본동사는 문장 뒤로 간다.
예 :
- Ich kann das Auto fahren. ("I can drive the car.")
- Ich soll die Karten kaufen.("I'm supposed to buy the cards.")
- Er muss der Mutter danken. ("He must thank the mother.")
주 : danken은 여격 동사이기 때문에 대격 관사를 사용한 die Mutter가 아니라 여격 관사를 사용한 der Mutter를 받는 것이다.

### 여격 동사
영어처의 직접목적어처럼, 동사 대부분은 대격 목적어를 받는다. 또한 영어의 간접목적어처럼, 많은 동사들이 여격 목적어를 추가적으로 취할 수 있다. 예를 들어 geben(영어 give)이 있다. 그러나 일부 동사는 여격 목적어만을 취할 수 있는데 이를 여격동사(dative verb)라고 한다. 대부분의 여격동사는 목적어를 바꾸지 않는다. 예를 들어, 누군가를 때리거나(hit, schlagen) 상처입히면(wound, verletzen) 이들은 상처(bruise or wound)를 입지만, 누군가를 감사하거나(thank), 답하거나(answer), 돕거나(help), 따르면(follow), 이들은 바뀌지 않는다. 그러나 'wehtun'(영어 hurt)를 포함한 예외가 있으며, 여격 동사들이 그러하다. 예를 들어 passieren(영어 happen)이 그러하다. 흔한 여격 동사는 다음과 같다.
antworten ("Sie antwortet ihm.")
danken ("Er dankt ihr.")
folgen
gefallen
gehören
glauben
gratulieren
helfen
leidtun
passen
passieren (happen의 의미) ("Mir ist heute etwas Verrücktes passiert.") (Something crazy happened to me today. "Etwas Verrücktes"는 주어, "mir"는 여격 목적어)
vertrauen
verzeihen
wehtun
zuhören

### 재귀동사
일부 동사는 재귀대명사(reflexive pronoun)가 있어야 한다. 이러한 동사를 재귀동사라 한다. These verbs are known as reflexive verbs. 영어에서 비재귀동사(non-reflexive verb)의 약간 변형된 형태로 나오는데, "to sit oneself down"이 그러하다.

### 명령법 동사활용
2인칭 단수와 복수의 명령법이 있고, 3인칭 단수와 복수 명령법이 있으며 1인칭 복수와 2인칭 공식 명령법이 있다.
2인칭 단수 비공식 어미 : -(e), -el 혹은 -le, -er(e)
2인칭 복수 비공식 어미 : -(e)t, -elt, -ert
Fahren (wir/Sie)! – Fahr(e)! – Fahrt!
1인칭 복수와 2인칭 공식의 명령법은 부정사와 같다.
이런 하위 논제는 독일어 문장 구조와 크게 관련 있다.

## 분사와 동명사
주요 부정사에서 나온 동사적 명사(verbal noun)와 동사적 형용사(verbal adjective)가 있다. 과정들은 단일부정사(simple infinitive)와 복합부정사(complex infinitive) 모두 같다. 복합부정사에 있어 부사구(adverbial phrase)와 목적어구(object phrase)는 무시당하지만, 이들은 언급되는 것 이외에는 이 과정에 영향을 주지 않는다.

### 과거분사
과거분사를 만들 때 불규칙형이 있다.
약동사 : 'ge-' + 3인칭 단수 현재형
- fragen (er fragt) → gefragt
- passen (es passt) → gepasst
- antworten (er antwortet) → geantwortet
- hören (er hört) → gehört
- fühlen (er fühlt) → gefühlt

비초성강세(non-initial stress) 동사(실제로는 항상 비강세인 분리불가 접두사, 혹은 강세가 들어간 '-ieren' 혹은 '-eien'으로 끝나는 외래어에서 유래한 것) : 3인칭 단수 현재형과 같음
- verführen (er verführt) → verführt
- miauen (er miaut) → miaut
- probieren (er probiert) → probiert
- prophezeien (er prophezeit) → prophezeit

불규칙동사 : 'ge-' + '-en'으로 끝나는 부정사
- laufen → gelaufen
- geben → gegeben
- gehen → gegangen
- werfen → geworfen

분리가능 접두사는 그대로 남는다.
- wegtragen → weggetragen
- umverteilen → umverteilt

주 : Ich habe den Baum umgefahren. (I drove over – crashed into – the tree)
주: Ich habe den Baum umfahren. (I drove around the tree)
법조동사 혹은 조동사의 과거분사는 부정사와 같은 형태이다. 그러나 만약 이 동사들이 부정사 1개 없이 홀로 사용되면 규칙분사를 갖는다.
Ich habe den Chef besuchen dürfen. (Chef = boss) (I was allowed to see the boss)
Ich habe zum Chef gedurft. (드묾) (I was allowed in to the boss)

### 현재분사
현재분사 기본형을 만들 때에는 접미사 '-d'를 동사 부정사 끝에 둔다.
laufen – laufend ("walk" – "walking")
töpfern – töpfernd ("make pottery" – "making pottery")
lächeln – lächelnd ("smile" – "smiling")
verraten – verratend ("betray" – "betraying")
aufbauen – aufbauend ("establish" – "establishing")

### 미래분사 혹은 동명사
동명사 유사 구조는 사용하기 매우 복잡하다. 기본형은 'zu'를 부정사 앞에 두어 기본형을 단어로 만든다. 이 또한 부사이다.
zu suchen ("to be looked for")
Der Schlüssel ist zu suchen ("the key needs to be looked for")
zu verzeichnen ("to be recorded")
Ein Trend ist zu verzeichnen ("A trend is to be recorded")
형용사는 더욱 복잡하다. 부정사 대신 현재분사를 사용하고 성, 수, 격, 명사구 관사에 따라 굴절한다.
Der zu suchende Schlüssel ("the key to be looked for")
Ein zu lüftendes Geheimnis ("a secret to be revealed")

### 행위자 명사
행위자 명사(agent noun, 예 : photograph에서 나온 photographer)는 부정사에 어미를 제거하고 '-er', '-ler', '-er(er)'를 붙여 만든다. 여성일 경우, 어미에 추가로 '-in'이 붙는다. 주의할 것은 만약 부정사가 'ern'이나 'eren'으로 끝나면, 겉으로 봐도 여성형은 두번째 음절 'er'이 생략된다.
- 부정사 : fahren "to drive"
  - 행위자 명사, 남성형 : der Fahrer "the (male) driver"
  - 행위자 명사, 여성형 : die Fahrerin "the female driver"
- 부정사 : tischlern "to join (carpentry)"
  - 행위자 명사, 남성형 : der Tischler "the (male) joiner"
  - 행위자 명사, 여성형 : die Tischlerin "the female joiner"
- 부정사 : verweigern "to refuse"
  - 행위자 명사, 남성형 : der Verweigerer "the (male) refuser"
  - 행위자 명사, 여성형 : die Verweiger(er)in "the female refuser"

이런 형태는 복합부정사에 있어 만들기 어렵기에 흔치 않다.
- 부정사 : weggehen "to go away"

der Weggeher 혹은 die Weggeherin이 아니다. 대신 Derjenige, der weggeht ("the one going away")
심지어
- 부정사 : schnell zum Flughafen fahren um die Maschine noch zu erwischen ("to quickly drive to the airport to just catch the flight")

Der Schnell-zum-Flughafen-um-die-Maschine-noch-zu-erwischen-Fahrer가 아니다.("the quickly-driving-to-the-airport-to-catch-the-flight-driver")
반면, 이 형태는 유머나 조롱용으로 사용된다. 조롱 대상 행동은 한 단어로 합쳐질 수 있기 때문이다.
- Toiletten-Tief-Taucher ("toilet deep diver", 독일어 두운법)
- Mutterficker ("motherfucker")

이런 표현은 나약하거나 순응적 행동을 대상으로 한다.
- Ampel-bei-Rot-Stehenbleiber("traffic-lights-on-red-stopper")
- Warmduscher ("warm-showerer")
- Unterhosen-Wechsler ("underpants changer")
- Schattenparker ("in the shadow parker")

특히 아이들 사이에서는 이러한 유형의 고정된 용어들이 있다.
- Spielverderber ("game spoiler").

주 : 접미사 '-er'은 또한 도구 관련 명사에도 사용된다. * Salzstreuer(소금 뿌리는 기계), Bohrer(구멍 뚫는 기계)

### 동사적 명사 및 동사 유래 명사

#### 동사적 명사
동사적 명사의 가장 흔한 유형은 부정사(infinitive)와 동명사(gerund)이다. 원형부정사는 명사로 사용되면 복수형이 없고(수량적으로 변화가 없는 즉 단수와 같은 경우 복수형이 있다), 성은 중성이다.
arbeiten(to work) – das Arbeiten(working)
주 : die Arbeiten은 동사적 명사 Arbeiten의 복수형이 아니다. 여성 명사 die Arbeit의 복수명사이다.
복수형 사례
„Das Verlegen“ kann verschiedene Bedeutungen haben: Das Verlegen einer Sache (die man dann nicht mehr findet); das Verlegen eines Veranstaltungsortes; das Verlegen einer Zeitung; etc. Diese verschiedenen „Verlegen“ sind ein gutes Beispiel für den Plural des Gerunds.
“Das Verlegen can have different meanings: the misplacing of a thing (which you'll never find later), the moving of an event location, the editing of a newspaper, etc. These different Verlegen form a good example of the verbal noun's plural.”
동명사 -'ung' 형태는 여성형이고 -'en'의 복수형이 있다. 영어처럼 형성되고 어미는 -'ung'뿐이다.
- ableiten(derive) – Ableitung(derivative (언어학))
- fordern(demand, claim) - Forderung (credit, claim)

이전에는 독일어 동명사가 영어에서처럼 같은 기능을 하였을 지라도, 현재는 구체적이고 기술에 관한 의미를 갖느나. 부정사와 동명사가 같은 의미를 담기도 하지만 이는 드물다.
- 예) das Laugen – die Laugung : 둘다 (화학) 침출(leaching, lixiviation)
- das Kleben – die Klebung : 둘다 화학적 연결(chemically bonding, adhering)

부정사만이 영어 동명사처럼 같은 의미를 같는다.
- handeln(to act; do business, deal with) - das Handeln(an act, action; dealing, in general) – die Handlung(physical act; deed; operation)
- kochen(to cook) – das Kochen(cooking, in general) – die Kochung(boiling of the boiling scheme, 기술적)
- schwächen(to weaken) – das Schwächen(weakening, in general) – die Schwächung(attenuation; debilitation, enfeeblement)

#### 동사 유래 명사
동사 유래 명사(deverbative noun) 유형 중 하나는 '-erei', '(-lerei or -(er)ei)'를 추가하는 것이고, 경멸하는 듯한 느낌도 있다. 이 유형의 동사 유래 명사의 비난 느낌의 문법적으로 의존적인 함의(맥락, 말씨, 통사에서 벗어난)는 다소 약하지만 존재한다. 맥락이나 말씨로 지지되어야 한다. 반면, 맥락이나 말씨로부터의 긍정적인 함의는 여느 비승인으로부터 동사 유래 명사를 자유롭게 할 것이다. 복수형은 '-en'으로 끝나며, 성은 여성이다.
arbeiten ‘to work’ – die Arbeiterei ‘silly working’
laufen ‘to run’ – die Lauferei ‘running around’
streiten ‘to argue’ – die Streiterei(en) ‘tiff, squabble’
schlemmen ‘to feast’ – die Schlemmerei(en) ‘gormandizing; gluttony’
malen ‘to paint’ – die Malerei(en) ‘doodle(s), goofy portrait’
느슨하고 모호한 의미의 추상물(abstractum)을 뜻한다. 또한 교역, 교육, 산업의 전체, 혹은 단순 사업을 가리키는데 사용되기도 한다.
die Meierei(dairy farm)
malen(to paint) - die Malerei(a painting, work of art, painters' business)
이런 형태에서 복수형은 다른 명사처럼 사용된다. 또한 Metzgerei, Fleischerei(정육점), Malerei(방이나 건물 내의 전문 화가의 사업)는 동사에서 유래한 것이 아니다.
상기와 같이 접두사 'ge-'를 분리가능 접두사 뒤에 두어, 동사가 영속접두사가 없으면 어미 '-e' ('-el', '-er')를 붙인다. 이 명사는 같은 식으로 문맥이나. 말씨에 따라 다르지만, 다른 명사보다 약간 비난의 느낌을 가지고 있다. 중성이다.
fahren ‘to drive’ – das Gefahre ‘silly driving’
laufen ‘to run’ – das Gelaufe
‘running around (like a child at play)’
복수형은 없다. 모든 상황에 적용하는 것을 보이고자 대명사/수치 'all'이 추가되기도 한다.
- Mother to child: Hör mit dem Geschaukel auf! ("Stop that rocking!")
- Child rocks in a different manner
- Mother: Hör mit allem Geschaukel auf! ("Stop all rockings!")

그러나 모든 상황에 대한 공식적 사항은 Hör mit jeder Form von Geschaukel auf! (“Stop any form of rocking!”) 이 될 수 있다. 따라서 all의 사용은 구어에서만 확인된다.
접두사 herum-이나 단축형 rum-을 사용하여 더욱 비난 느낌을 준다.
- Das stundenlange Herumgefahre im Bus geht mir total auf die Nerven. ("The silly driving around for hours in the bus is totally getting on my nerves.")

복합부정사에서는 사용하지 않는다. 그래서 흔치 않다. 만들 경우엔 모든 목적어절과 주사절이 동사저규명사 앞에 놓인다.
- von Allen gesehen werden(to be seen by everyone) – Das Von-Allen-gesehen-Werden(being seen by everyone)

## 시제
독일어 시제는 6개이지만 2개는 단순시제(simple tense), 4개는 단순구조에서 형성되는 복합시제(compound tense)이다. 시제는 영어 시제의 구조와 매우 흡사하다.
동사변형(Conjugation)은 3개의 인칭(1,2,3인칭), 2개의 수(단수, 복수), 3개의 서법(평서, 명령, 접속), 2개의 시제(현재, 과거)이다. 접속법(subjunctive) 현재시제는 구어에서 거의 사용되지 않으며 문어에서도 잘 사용하지 않는다. 접속법 과거시제는 자주 사용한다. ich wäre, ich hätte, ich käme 등 일부 동사들은 자주 사용된다. 영어의 'I would'처럼 조건법(conditional mood)으로 사용된다.
영어 사용자들은 독일어 시제가 상(aspect)에 관한 정보를 취하지 않는다는 것을 알아야 한다. 표준독일어에는 진행형(progressive tense)이 없다. 'Das Mädchen geht zur Schule.'는 '소녀가 학교에 간다.("The girl goes to school.")'이기도 하지만 '소녀가 학교에 가고 있다.("The girl is going to school.")'이기도 하다. 맥락 이외에도 부사를 사용하여 가시적인 차이를 만들 수 있다. 구어체에서 진행형은 존재하며 'sein(be) + am(at the) + 동사적 명사'로 쓴다.
- Ich bin am Essen. – I am eating.
- Ich bin das Auto am Reparieren. – I'm fixing the car.

그러나 이는 문어에서는 거의 안 쓰며 공식 구어체에는 사용하지 않는다.

진행형 제2유형은 'sein(be) + 현재 분사'이다. 영어의 진행형을 직역한 것이다.
- Ich bin/war essend. – I am/was eating.
- Ich bin/war das Auto reparierend. – I am/was fixing the car.

전자와 반대로, 표준독일어에서 공식적으로 문법적으로 맞다고 하지만 구어와 문어에서 잘 사용하지 않는다. 특정 용례를 빼고는 거추장스럽다거나 자연스럽지 않은 것으로 여긴다. 또한 다른 시제와 달라서 또렷한 진행상이다.

독일어는 시제 사용에 엄격하지 않다. 더욱 정확한 시제는 특정 시간 뉘앙스를 표현하는데 사용되지만, 맥락이 분명하면 가장 흔한 시제인 현재와 완료 모두 사용될 수 있다.
- 현재시제(Present, Präsens) – 부정사의 현재 활용형이다. 가장 중요한 시제로서 단순 현재, 현재진행, 미래까지 표현한다. 역사적 과거 표현에도 사용되기도 한다.
  - Ich kaufe das Auto. ("I buy the car")

- 과거시제(Preterite, Imperfekt, Präteritum) – 부정사의 과거활용형이다. 문어와 공식구어에서 사용한다. 자주 사용되는 동사 일부는 과거형이 구어적으로 흔하게 사용한다(ich war, ich hatte, ich kam). 과거진행도 표현한다. 구어에서 자주 사용된다.
  - Ich kaufte das Auto. ("I bought the car")

- 완료형(Perfect, Perfekt) – 완료부정사의 현재활용형이다. 과거형(preterite) 의미와 같고 구어체에서는 그것을 자주 대신한다. 영어 완료시제는 독일어 현재로 표현한다.
  - "I have lived in Germany for three years now." → Ich lebe jetzt seit drei Jahren in Deutschland. (영어 직역 "I live now for three years in Germany.")
  - Ich habe das Auto gekauft. ("I (have) bought the car.")

- 대과거(Pluperfect) 혹은 과거완료(past perfect, Plusquamperfekt) – 완료부정사의 과거활용형이다. 과거(preterite)의 완료형으로 보며, 과거 특정 시점에 일어난 일을 묘사하는데 사용한다. 맥락이 모호하면 영어처럼 완료 혹은 과거가 대신 사용된다.
  - Ich hatte das Auto gekauft. ("I had bought the car.")

- 미래시제(Future) 혹은 미래1형(Futur I) – 미래부정사의 현재활용형이다. 보통 미래를 서술하지만 현재의 가정도 성명한다. 영어와 달리 미래시제는 맥락 내에서 미래 의미가 뚜렷할 경우 현재시제로 자주 쓴다.
  - "In ten years I'll be old" → In zehn Jahren bin ich alt. (Literally: "In ten years am I old.")

- 이는 구어체에서 특히 흔하지만 문어로도 문법적으로 맞다.
  - Ich werde das Auto kaufen. ("I will buy the car.")

- 미래완료(Future perfect) 혹은 미래2형(Futur II) – 완료부정사의 미래부정사의 현재활용형이다. 미래 특정 시점(미래의 과거 시점)에서 일어날 일을 설명한다. 그러나 미래 의미가 맥락에서 뚜렷할 경우, 단순완료(simple perfect) 혹은 심지어 현재(그리고 학습자의 흔한 실수는 미래1형으로 생각하기 쉽지만 이는 옳지 못하다고 알려져 있다.)가 대신 선호된다. 더욱 보편적으로는 미래 완료가 과거의 추정을 표현한다는 것이다.
  - Er wird einen Unfall gehabt haben. ("He will [probably] have had an accident.")
  - Ich werde das Auto gekauft haben. ("I'll have bought the car.")

## 동사와 인칭대명사의 구어적 축약
- 표준어는 아니지만 거의 모든 독일어 구어체에서는 동사 1개와 그 다음에 오는 강세 없는 인칭대명사 1개가 한 단어가 된다.

2인칭 단수에서 자주 일어난다. '-st'로 끝나는 동사와 대명사 'du'("you")는 '-ste'로 축약된다[-stə].
bist du → biste ("are you")
hast du → haste ("have you")
glaubst du → glaubste ("believe you"/"do you believe")
비공식적 문어에서 많이 사용된다. 지역적으로 축약형이 저마다 다르다. 서독일에선 '-t-'가 없어지지만 'bisse', 'hasse' 등으로 나온다. 고지대 독일에선 대명사를 완전히 삭제한다. 이로 인해 오스트로-바바리아 방언(Austro-Bavarian dialects)들에서는 'bist', 'hast'가 된다. 그리고 알레마니아어(Alemannic) 'bisch', 'hasch'가 있다.
- 비슷한 축약은 공식 2인칭과 3인칭 복수에서 나타난다. 둘다 대명사 'sie'/'Sie'를 사용한다.

können sie  → könnse ("can you/they")
haben sie → hamse ("have you/they")
schauen sie → schaunse ("look you/they")
또한 'könn(en)s', 'hams' 등 축약형이 남독일에서 사용된다. 비공식 문어에선 'können's, ham's', 혹은 'können S', 'ham S'로 표기된다.
- 고지 독일어와 중부 독일어(Central German)는 원래 저지 독일어(Lower German) 지역인데. 여기에는 1인칭 복수가 축약된다. '-mer' [-mɐ]로 끝난다. 이 지역 방언은 'wir'("we") 대신 'mir'가 사용되었기 때문이다. 'mir'는 중세 고지 독일어(Middle High German) 동사 어미 '-em'과 대명사 'wir'의 축약이다. (예: loufem wir → loufe‿mir)

sind wir → simmer ("are we")
haben wir → hammer ("have we")
glauben wir → glaub(e)mer("believe we"/"do we believe")
남독일에서 'simmer', 'hammer'는 북독일에서는 'sindwer', 'hamwer'로 나타난다.

## 같이 보기
- V1 어순
- 겸자구조
- 독일어
- 독일어 관사
- 독일어 대명사
- 독일어 동사
- 독일어 동사활용
- 독일어 명사
- 독일어 명사화
- 독일어 문법
- 독일어 문장 구조
- 독일어 문장 유형
- 독일어 발음
- 독일어 병렬 생략
- 독일어 부사구
- 독일어 불변화사 목록(1996년 정서법 개정안)
- 독일어 양태불변화사
- 독일어 접두사동사 및 불변화사동사
- 독일어 접속법
- 독일어 정서법
- 독일어 주어 내부 생략
- 독일어 태
- 독일어 형용사
- 독일어 환치사